# Mahamat-Saleh Haroun
Mahamat-Saleh Haroun (/ma.ama sale aʁun/; àrab: محمد الصالح هارون, Muḥammad aṣ-Ṣāliḥ Hārūn) (Abéché, Txad, 1961) és un director de cinema del Txad. Va deixar el Txad durant les guerres civils dels anys vuitanta. Haroun és el primer director de llargmetratge txadià. Tant escriu com dirigeix les seves pel·lícules. Tot i que viu a França des de 1982, la majoria de les seves pel·lícules s'han ambientat i realitzat al Txad.

## Biografia
Mahamat-Saleh Haroun va estudiar cinema al Conservatoire Libre du Cinéma de París. Posteriorment va anar a estudiar periodisme a Bordeus I.U.T (Institut Tècnic), i després va treballar durant diversos anys com a periodista a França. Va dirigir el seu primer curtmetratge Tan Koul el 1991, però es va fer famós després de la seva segona pel·lícula Maral Tanié (25 minuts), dirigida l'any 1994. Aquesta pel·lícula narra la història d'Halimé, una jove de disset anys, la família de la qual l'obliga a casar-se amb un home de cinquanta anys. Halimé es nega a consumar el matrimoni.
El 1999, Mahamat-Saleh Haroun va estrenar el seu primer llargmetratge Bye Bye Africa, que va escriure, dirigir i protagonitzar. La pel·lícula, un docu-drama, explica la història d'un director de cinema del Txad que torna al seu país natal. Va rebre una menció del jurat al Festival de Cinema de Venècia. Bye Bye Africa és el primer llargmetratge txadià.
El 2001, va dirigir un curtmetratge Letter from New York City, que va guanyar el Premi al millor vídeo a l'11a Cinema Africana Festival a Milà.
L'any 2002, va escriure i dirigir el seu segon llargmetratge, Abouna que va guanyar el premi a la millor cinematografia a FESPACO. Set en 20 la capital del Txad, N'Djamena, Abouna és la història de dos germans joves (Amine i Tahir) que es desperten un matí i s'adonen que el seu pare ha deixat la família. Els nois decideixen buscar el seu pare a la ciutat. Mentre veuen una pel·lícula al cinema, creuen que reconeixen el seu pare com un dels actors. Intenten robar la pel·lícula per examinar-la però són atrapats per la policia. Sense saber com tractar-los i esgotada mentalment ella mateixa, la seva mare els envia a una escola alcorànica. Aquí tracen un pla per escapar i trobar el seu pare, és a dir, fins que Tahir coneix una noia muda a l'escola.
A continuació, el cineasta va rodar un documental, Kalala, el retrat íntim de Hissein Djibrine (de sobrenom Kalala), un amic íntim d'Haroun que va morir el 2003 de la sida. Hissein Djibrine va produir els dos primers llargmetratges del cineasta, i Haroun es va emocionar profundament per la seva mort i va voler honrar la seva memòria.
El 2006, Mahamat-Saleh Haroun va dirigir Dry Season (Daratt), la història del jove Akim, que als 16 anys va abandonar el seu poble al Txad per la capital, N'Djamena, per venjar el seu pare. Ràpidament troba l'assassí, un antic criminal de guerra i és contractat com a aprenent a la seva fleca. Però amb aquest home l'Akim experimenta sentiments que mai abans havia tingut. Aquesta pel·lícula va guanyar l'estàndard de bronze de Yennenga, així com el premi a la millor fotografia a FESPACO l'any 2007.
El 2008, va dirigir Sexe, Gombo et Beurre salé. Aquesta comèdia segueix la vida d'una família d'immigrants txadians a Bordeus, França. L'Hortense enganya el seu marit molt gran, el seu marit també es desvia, i el seu fill fa tot el possible per ocultar la seva sexualitat als seus pares. Mentrestant, els dos fills menors busquen orientació fora de la família.
El 2010, va dirigir el seu quart llargmetratge Un homme qui crie que va guanyar el Premi del Jurat al Festival de Canes de 2010. Aquesta pel·lícula explica la història d'Adam i el seu fill Abdel que es troben separats per la guerra civil al Txad. La feina del pare està en perill perquè la nova direcció de l'hotel vol cedir la seva feina al seu fill. La presència de rebels a N'Djamena empeny Adam a perdre qualsevol manera de contactar amb el seu fill. Haroun va rebre el premi Robert Bresson per aquesta pel·lícula al Festival Internacional de Cinema de Venècia.
El 2011, va ser membre del jurat de la competició principal presidida per Robert De Niro al 64è Festival Internacional de Cinema de Canes.
L'any 2012 va ser seleccionat com a president del 28è Festival Internacional de Cinema d'Amor a Mons.
El 2013, la seva pel·lícula Grigris va ser nominat a la Palma d'Or al Festival de Canes. Ambientada al Txad, la pel·lícula explica la història de Grisgris, un jove discapacitat, somia amb convertir-se en ballarí i es dedica al contraban. Amb Grisgris, Mahamat-Saleh Haroun s'esforça per mostrar la joventut d'un país en plena reconstrucció.
El 2016, Haroun va tornar a ser a Cannes per presentar el seu documental Hissein Habré, a Chadian Tragedy, sobre el dictador txadià de 1982 a 1990, Hissein Habré. La pel·lícula consta d'entrevistes (realitzades majoritàriament per Clément Abaifouta de l'Associació de Víctimes del Règim Hissein Habré) a víctimes d'Habré sobre les seves detencions i tortures per part de la policia secreta.
El 2017 Haroun va fer el seu segon llargmetratge ambientat a França, Une saison en France. Aquesta pel·lícula tracta sobre Abbas, un professor de francès a la República Centreafricana que va fugir amb la seva família durant la guerra civil.El record de la seva dona que va ser assassinada durant el seu viatge encara el persegueix. Quan torna a França, s'enamora de Carole, una dona que l'ajuda a ell i als seus dos fills. No poden obtenir l'estatus de refugiat, Abbas i el seu germà reben un avís de deportació i una decisió difícil de prendre.
A la pel·lícula Lingui, les liens sacrés de Haroun del 2020, torna al Txad, centrant-se en els problemes als quals s'enfronten l'Amina, de trenta anys, i la seva filla Maria, que té la meitat de la seva edat. Quan Amina, una musulmana practicant, s'adona que la seva filla està embarassada i que vol avortar, la mare i la filla s'enfronten al fet que l'avortament és alhora il·legal i "immoral" al Txad.

## Política
Mahamat-Saleh Haroun va ser ministre de Turisme, Cultura i Artesania del Txad del 5 de febrer de 2017 al 8 de febrer de 2018.
El desembre de 2023, juntament amb 50 cineastes més, Mahamat-Saleh Haroun va signar una carta oberta publicada a Libération exigint un alto el foc i la fi de l'assassinat de civils enmig de la Invasió de la Franja de Gaza de 2023 i per establir un corredor humanitari a Gaza per a l'ajuda humanitària i l'alliberament d'ostatges.

## Novel·la
La primera novel·la d’Haroun, Djibril ou les Ombres portées, fou publicada el 2017 per Gallimard.

## Filmografia

### Curtmetratges
- Maral Tanie (1994)
- Goi-Goi (1995)
- B 400 (1997)
- Letter from New York City (2001)

### Llargmetratges
- Bye Bye Africa (1999)
- Abouna (2002)
- Daratt (2006)
- Sexe, Gombo et Beurre salé (2008)
- Un homme qui crie (2010)
- GriGris (2013)
- Une saison en France (2017)
- Lingui, les liens sacrés (2021)

### Documentals
- Bord' Africa (1995)
- Sotigui Kouyate, a modern griot (1997)
- Kalala (2005)
- Hissane Habré: A Chadian Tragedy (2016)

## Distincions
Premis
- 1999: Premi a la millor primera pel·lícula al Festival de Venècia per Bye Bye Africa
- 2006: Premi Especial del Jurat al Festival de Cinema de Venècia per Daratt
- 2007: semental de bronze de Yennenga i premi a la millor foto al FESPACO 2007 per Daratt
- 2010: Premi del Jurat al Festival de Canes 2010 per Un homme qui crie
- 2010: Premi Robert-Bresson al Festival de Cinema de Venècia (atorgat per l'Església Catòlica) per Un homme qui crie